# Barraca G-40
La barraca G-40, o barraca Em-36, és una barraca de vinya situada al municipi de Subirats (Alt Penedès), uns 300 m a l'est del nucli d'Ordal.
És una construcció aixecada en pedra seca enmig de vegetació natural sobre superfície plana, de planta circular i forma troncocònica, de 2,50 m de diàmetre interior i una alçada màxima de 2,20 m. La construcció és de la tipologia de sostre de falsa volta, típic en aquestes edificacions (acostament de filades de pedra seca, sense cap mena de material d'unió, i amb una gran llosa per tapar el sostre). La llinda de la porta és plana. La barraca encara té al sostre exterior els lliris (planta habitualment utilitzada perquè les seves arrels subjectin la terra que cobreix la volta exteriorment). El portal està orientat al sud.sud-oest, té una alçada de 93 cm, una amplada de 53 cm i un gruix de 60 cm.
El juliol de 2024, durant el transcurs del Camp de Treball Internacional de Joventut, es va reparar una esllavissada externa del costat nord.
Els codis utilitzats en la denominació d'aquesta barraca procedeixen de dos estudis diferents que han intentat sistematitzar la informació sobre aquests elements arquitectònics al terme de Subirats. El primer codi (lletra + número) procedeix d'un estudi realitzat per Araceli Soler i Jaume Rovira. El segon codi (dues lletres + número) correspon a l'estudi realitzat per Crestabocs, Grup de Muntanya d'Ordal.